# Крупец (Гомельская область)
Крупец (бел. Кру́пец) — агрогородок в Добрушском районе Гомельской области Республики Беларусь. Административный центр Крупецкого сельсовета. Образован 26 сентября 2014 года в результате объединения деревень Старый Крупец и Новый Крупец.

## Расположение
В 7 км на юг от районного центра Добруша и железнодорожной станции в этом городе на линии Гомель — Унеча, в 35 км от Гомеля.

### Водная система
Река Крупка (приток реки Жгунь).

## Транспортная система
Рядом автодорога Добруш — Тереховка. Застройка двухсторонняя, деревянными домами усадебного типа. В 1986 году построены кирпичные дома на 100 квартир, в которые были переселены жители с загрязнённых после катастрофы на Чернобыльской АЭС территорий.

## История
В центре поселения, на берегу реки, археологами обнаружено городище раннего железного века и Киевской Руси.
В 2014 году агрогородок Крупец был образован на территории упразднённых деревень Старый Крупец и Новый Крупец.

## Улицы
- Брагинская
- Заводская
- Колхозная
- пер. Колхозный
- Комсомольская
- Кооперативная
- пер. Кооперативный
- Крестьянская
- Луговая
- Молодёжная
- Набережная
- Октябрьская
- Остроглядовская
- Первомайская
- пер. Первомайский
- Полевая
- Пролетарская
- Пушкинская
- Садовая
- Советская

## Население

### Численность
- 2019 год — 978 жителей

### Динамика
- 2019 год — 978 жителей (перепись населения)

## Культура
- Дом культуры

## Достопримечательности
- Городище периода раннего железного века (1-е тыс. до н.э. – 1-е тыс. н.э.) —  Историко-культурная ценность Республики Беларусь, шифр 313В000271.
- Свято-Троицкая церковь (середина XIX века)[5][6] —  Историко-культурная ценность Республики Беларусь, шифр 313Г000275.

- Братская могила (1943) —  Историко-культурная ценность Республики Беларусь, шифр 313Д000276.

### Памятники природы
- Обнажение «Новый Крупец» — геологический памятник природы республиканского значения. Находится в центре аг. Крупец. Уникальное обнажение кварцево-глауконитовых песков палеогена.

## Известные лица
- П. В. Болюнова — Герой Социалистического Труда (1966)
- Н. И. Майорова — Герой Социалистического Труда (1966)
- Т. И. Трофимович — Герой Социалистического Труда
- А. И. Зеленков — учёный, доктор философских наук, профессор